# Le Châtelet-sur-Retourne

Le Châtelet-sur-Retourne este o comună în departamentul Ardennes din nordul Franței. În 1 ianuarie 2022 avea o populație de 775 de locuitori.